# Proudkovice
Proudkovice (dříve též Proutkovice, německy Prautkowitz) jsou katastrální území (247 ha) a zaniklá osada v okrese Příbram na pravém břehu Vltavy, před svým zánikem součást obce Podmoky. Dnes tvoří nejzápadnější část území obce Krásná Hora nad Vltavou. Osada byla zničena výstavbou vodní nádrže Kamýk na počátku 60. let, název dále existuje jako pomístní jméno.